# Wat Manorom
Wat Manorom (Lao: ວັດ ມະ ໂນ ລົມ) – laotańska buddyjska świątynia, która znajduje się w Luang Prabang.

## Historia
Dokładna data powstania świątyni nie jest znana. Mówi się o 1372 lub o 1491. Budynek był też wielokrotnie najeżdżany i w efekcie była wielokrotnie remontowana. Świątynię rozbudowano i zmodernizowano w XIX wieku, a dokładnie w 1818 roku. Ostatnia rozbudowa świątyni odbyła się w 1972, a w 1995 wybudowano mur otaczający budynek.

## Wnętrze
We wnętrzu ujrzeć można wysoki na 6 metrów posąg Buddy z brązu odlany w XIV wieku.